# علي بن صالح الغامدي
علي بن صالح بن أحمد الغامدي (1934 - 6 يناير 1988) (1353 - 17 جمادى الأولى 1408) شاعر وضابط سعودي. ولد في قرية بني مشهور في بلاد غامد. حصل على شهادة كليّة قوى الأمن الداخلي في 1369 هـ/ 1949م. تولّى عدة مناصب أمنيّة منها مستشار وزير الداخليّة، ووصل إلى رتبة لواء. نشر شعره في الصحف والمجلات المحليّة، وكان عضوًا في نادي الطائف الأدبي. له ثلاثة دواوين شعر هي عواطف هائمة وحنين وزورق الآمال والدوامات ودراسة بعنوان الجريمة والأدب. توفي في الطائف. 

## سيرته
ولد علي بن صالح بن أحمدالغامدي سنة 1353 هـ/ 1934 م في قرية بني مشهور في بلاد غامد من أسرة آل حسن. حصل على شهادة كلية قوى الأمن الداخلي في عام 1369 هـ/ 1949م. ثم تولّى عدّة مناصب أمنية كان آخرها مستشارًا بمكتب وزير الداخلية. 

تقاعد بعد أن كان برتبة لواء. وكان عضوًا عاملًا في النادي الأدبي بالطائف.
توفي بمدينة الطائف في 17 جمادى الأولى 1408 /6 يناير 1988.

## شعره
ذكره عبد العزيز البابطين في معجمه وقال عنه «يدور ما أتيح من شعره حول الوصف، خاصة ما كان منه في وصف الطبيعة في مدينة الطائف، وكتب في التذكر والحنين، كما كتب في المدح الذي اختص به أولي الأمر من الحكام في زمانه، إلى جانب شعر له في الفخر، وله شعر في الرثاء خاصة ما كان منه في رثاء الملك فيصل. كتب الشعر باللغة العربية الفصحى وباللهجة العامية المحلية. تتسم لغته بالطواعية مع ميلها إلى البث المباشر، وخياله نشيط.» 

## مؤلفاته
- أشعار من غامد وزهران، جمع فيه ألوانًا من الشعر الشعبي
- الجريمة والأدب، 1987 ، ويقع في 271 صحفات. يذهب فيه إلى أن أدب الجريمة يشكل جزءًا ملحوظًا من الأدب عمومًا، لأنه سبب رئيسي وأساسي فيما يرتكب من الجرائم. فالجرائم نتاج ‌أدب، ووسيلتها الأولى اللسان، ولقد ثبت أنّ الجريمة تستخدم الأدب في عالمها لتحارب المجتعمات ونواميسها السائدة عن طريق نفث سمومها في نفوس الأغرار والمنحرفين وسيئي الأدب.
- حنين، ديوان شعر
- زورق الآمال والدوامات، ديوان شعر، 1985
- عواطف هائمة ، ديوان شعر، 1987

## شعره
نشر العديد من قصائده في الصحف والمجلات كما ألقى العديد من المحاضرات في مجالات متعدّده. وكان له ميول أدبية رفيعه على رغم عمله في الأمن العام السعودي. من شعره من ديوانه عواطف هائمة:

## أوسمه وجوائز
- وسام الملك الفيصل من الدرجة الثالثة.